# Papilla (botanica)
La papilla – in botanica - è una protuberanza unicellulare dell'epidermide costituita da un pelo piuttosto corto; ove presente dà un aspetto vellutato ad alcuni tipi di foglie e petali.
La papilla viene anche definita con altri nomi specifici come: papillosus, papillosa, papillosum.